# Lacaune lait
Pour les articles homonymes, voir Lacaune.

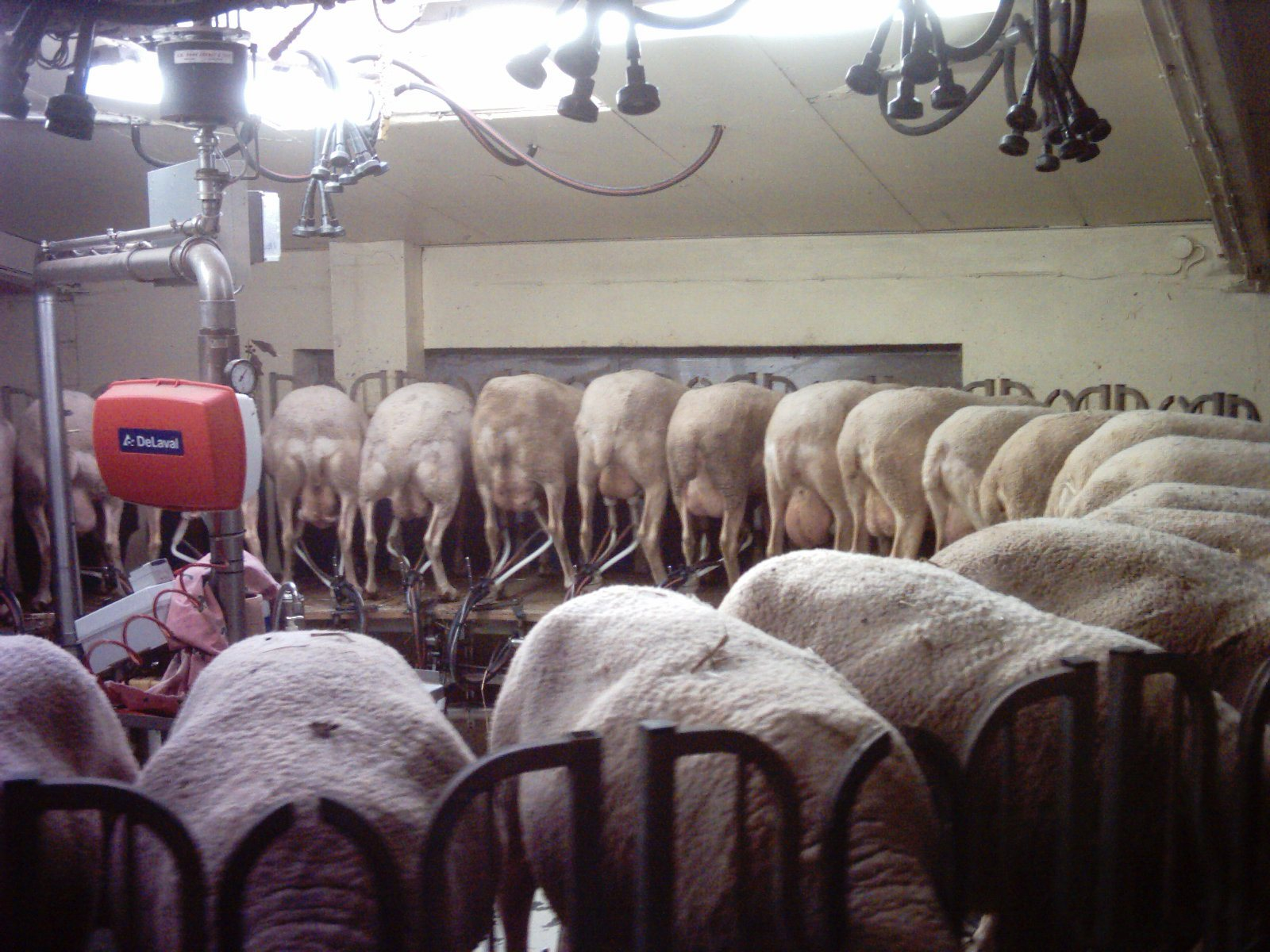
Lacaune lait lors de la traite.

La Lacaune lait est la variété de la race ovine  Lacaune spécialisée pour la production de lait. La Lacaune lait doit être distinguée de la Lacaune viande spécialisée  pour la production d'agneaux de boucherie et dont les brebis ne sont pas traites. Chacune de ces variétés a un schéma de sélection qui lui est propre.
- Performances laitières en race Lacaune (en 2005) 
Résultats du contrôle laitier officiel, les taux (TB, TP) n'ont pas été livrés dans le dernier rapport publié daté de 2006[1]

| Race Lacaune            | Effectif de brebis contrôlées | Lait produit (kg) | Durée de lactation (jours) |
| ----------------------- | ----------------------------- | ----------------- | -------------------------- |
| Primipares à 1 an       | 39 649                        | 231               | 145                        |
| Primipares à 2 ans et + | 1 822                         | 286               | 166                        |
| Multipares              | 115 704                       | 293               | 169                        |